# M/T Ante Banina
M/T Ante Banina je bivši hrvatski tanker za prijevoz sirove nafte i tekućih tereta. IMO broj mu je 7729136. 2004. je godine izrezan u kineskom rezalištu.

## Karakteristike
Bruto tonaže je 51.939 brt. Snaga motora bila je 11.040 kilovata. Nosivosti je 85 672 dwt. Brod je građen u brodogradilištu Ishikawajima-Harima Heavy Industries, Kure u Japanu. Porinut je 1980. godine. Plovio je za hrvatskog brodara Tankersku plovidbu. Dobio je ime po narodnom heroju Anti Banini. Bio je najveći tanker u Jugoslaviji. Za zadarskog brodara plovio je do 2000. godine, a umjesto njega kupili su za 41 milijun dolara tanker nosivosti 96.000 tona iz 1996. kojem su nadjenuli ime Dalmacija, koji su preuzeli 6. prosinca 2000. godine.
Tanker Ante Banina prodan je tijekom 2000. godine. Plovio za grčkog brodara pod liberijskom zastavom. Ime je promijenio u United Venture. 22. prosinca 2003. otkupila su ga kineska rezališta. Bivši zadarski tanker postavio je tad rekord u cijeni starog željeza. Zbog velike kineske potražnje za željeznom rudačom, posljedičnog skoka globalnih vozarina kod panamax tonaže, cijena starog željeza dosegla je neslućene visine. Bivši zadarski tanker prodan je za astronomski visokih 6,22 milijuna dolara, što je iznimno mnogo ako se zna da je tad na tržištu cijena potpuno novog tankera njegove veličine bila oko 32 milijuna dolara. 2004. je izrezan u rezalištu.
12. srpnja 1981. tanker je bio svjedokom pomorske nesreće u naftnom terminalu luke u Genovi, koja je dijelom pogodila i Antu Baninu. Netom što je japanski tanker Hakuyoh Maru iskrcao 83.700 tona alžirske sirove nafte, grom je udario u tanker, izazvao brojne eksplozije. Goreće krhotine Hakuyoh Marua pale su na obližnje brodove Industrial Property i Antu Baninu. Japanski brod ostao je u Genovi sve dok 1984. nije otegljen u Barcelonu gdje je izrezan. Kapetan Ante Banine Mladen Vučetić dobio je Plavu vrpcu Vjesnika za uspješno izvlačenje broda iz požara na moru.
Posada tankera Ante Banina dobila je momčadski trofej Plavu vrpcu Vjesnika za pothvat na moru. 1985. godine spasili su nautičara kod Kornata.

## Vanjske poveznice
- Tanker Ante Banina, fotografija  Arhivirana inačica izvorne stranice od 24. rujna 2015. (Wayback Machine)
- Tanker Ante Banina, model  Arhivirana inačica izvorne stranice od 24. listopada 2014. (Wayback Machine)
- Shipindex - Izvori to ships named Ante Banina in books, magazines and online resources